# Donatien Bafuidinsoni
Donatien Bafuidinsoni Maloko-Mana SJ (* 11. Dezember 1962 in Mai-Ndombe, Bandundu, Demokratische Republik Kongo) ist ein kongolesischer Ordensgeistlicher und römisch-katholischer Bischof von Inongo.

## Leben
Donatien Bafuidinsoni trat am 29. September 1981 der Ordensgemeinschaft der Jesuiten bei und legte am 11. September 1983 die zeitliche Profess ab. Er empfing am 18. Juli 1993 das Sakrament der Priesterweihe.
Am 31. März 2015 ernannte ihn Papst Franziskus zum Titularbischof von Gemellae in Byzacena und bestellte ihn zum Weihbischof in Kinshasa. Der Erzbischof von Kinshasa, Laurent Kardinal Monsengwo Pasinya, spendete ihm und auch Jean-Pierre Kwambamba Masi am 7. Juni desselben Jahres die Bischofsweihe; Mitkonsekratoren waren der Sekretär der Kongregation für den Gottesdienst und die Sakramentenordnung, Kurienerzbischof Arthur Roche, und der Bischof von Inongo, Philippe Nkiere Keana CICM.
Papst Franziskus ernannte ihn am 31. März 2018 zum Bischof von Inongo.